# Памятник А. П. Чехову (Ялта)
Памятник А. П. Чехову (укр. Пам'ятник А. П. Чехову) — памятник на небольшой площади в Приморском парке имени Ю. А. Гагарина в городе Ялте (Крым). Установлен в 1953 году в честь великого русского писателя Антона Павловича Чехова. Авторы памятника — скульптор, лауреат Государственной премии СССР, профессор Георгий Мотовилов и архитектор Леонид Поляков, который проектировал постамент памятника.

## История и описание
15 июля 1953 года, к 49-й годовщине со дня смерти Антона Павловича Чехова, в центре Приморского парка имени Ю. А. Гагарина в Ялте был установлен памятник великому писателю. На церемонии открытия присутствовали сестра писателя Мария Чехова и его жена Ольга Книппер-Чехова.
Писатель изображён сидящим на скале, закинувшим ногу на ногу, с блокнотом в левой руке. Его взгляд направлен в бесконечную даль моря. Бронзовая скульптура размещена на диоритовом постаменте с надписью «Чехов».
Напротив памятника расположен первый в городе Ялте бювет минеральной воды.

## Чехов в Ялте
Антон Павлович Чехов приехал в Ялту на постоянное жительство в 1898 году по совету врачей. Чтобы построить дом в деревне Аутка (ныне часть города), он купил участок земли и поселился в готовом флигеле в 1899 году, затем двухэтажном доме. Дом спроектирован и построен архитектором Л. Н. Шаповаловым, который в то время прибыл в Ялту. До этого А. П. Чехов дважды посещал Ялту в 1889 и 1894 годах.
Антон Павлович постоянно жил в Ялте всего пять лет. Однако за этот короткий промежуток времени писатель создал свои ключевые произведения. Все основные творческие и личные события в жизни писателя происходили в ялтинский период.
Общественно-просветительская деятельность Чехова была высоко оценена ялтинцами, которые называют его «первейшим гражданином города». Его память была увековечена не только как памятник; именем Антона Чехова были названы городской театр, одна из улиц, центральная библиотека, санаторий и противотуберкулёзный диспансер.